# Alessandro Cialdi
Alessandro Cialdi (né à Civitavecchia le 9 avril 1807, mort à Rome le 26 juin 1882) est un ingénieur et commandant général de la marine pontificale. Il prend part activement à la première guerre d'indépendance italienne et au gouvernement de Pellegrino Rossi. Il fait partie de la Compagnie universelle du canal maritime de Suez et s'occupe de la construction de  Port-Saïd. Il devient président de l'Académie des Lyncéens et correspondant de l'Institut de France

## Biographie
Alessandro Cialdi est le fils de Luigi, d'origine toscane et de Plautilla Gandini, une modeste famille de commerçants. Il fait ses premières études dans les États pontificaux avant de les poursuivre à Gênes auprès de l'École maritime. Il fait des voyages en Amérique sous le drapeau sarde, d'abord comme apprenti puis comme second sur des bâtiments commerciaux.
En septembre 1840, Alessandro Cialdi, en qualité de commandant de la marine pontificale, appareille de Civitavecchia pour l'Égypte et remonte le Nil afin de ramener des albatros donnés par Mehemet Ali au pape Grégoire XVI. Il n'est de retour à Civitavecchia que le 16 août de l'année suivante.
En 1842, il convoie trois navires à vapeur acquis par les États pontificaux auprès du Royaume-Uni. Il traverse la Tamise, la Manche et la France par les fleuves et canaux pour arriver à Marseille et de là, par la Méditerranée, au Tibre,.
Sous son commandement, la marine pontificale prend part en 1848 à la première guerre d'indépendance italienne.
En 1856, la marine de guerre, de finances et du Tibre sont regroupées sous la dénomination de Marine militaire pontificale.
En 1860, toujours sous son commandement, la marine pontificale connait une certaine amélioration, grâce notamment à l'entrée en service de la corvette Immacolata Concezione, dont il reste une chaloupe au musée des sciences et des techniques Léonard de Vinci de Milan ainsi qu'une maquette et le drapeau qui sont conservés auprès du musée d'histoire du Vatican au sein du palais du Latran.
Alessandro Cialdi entre dans la Compagnie universelle du canal maritime de Suez où il s'occupe de la construction de Port-Saïd.
En 1879, il devient président de l'Académie des Lyncéens.
À sa mort, en 1882, ses écrits rejoignent la bibliothèque Vallicelliana et la bibliothèque de Civitavecchia qui prend son nom.

Sopra le ultime disposizioni date ai lavori nel porto canale di Fiumicino, 1848
Le dighe di Portosàido ed il loro insabbiamento, 1869
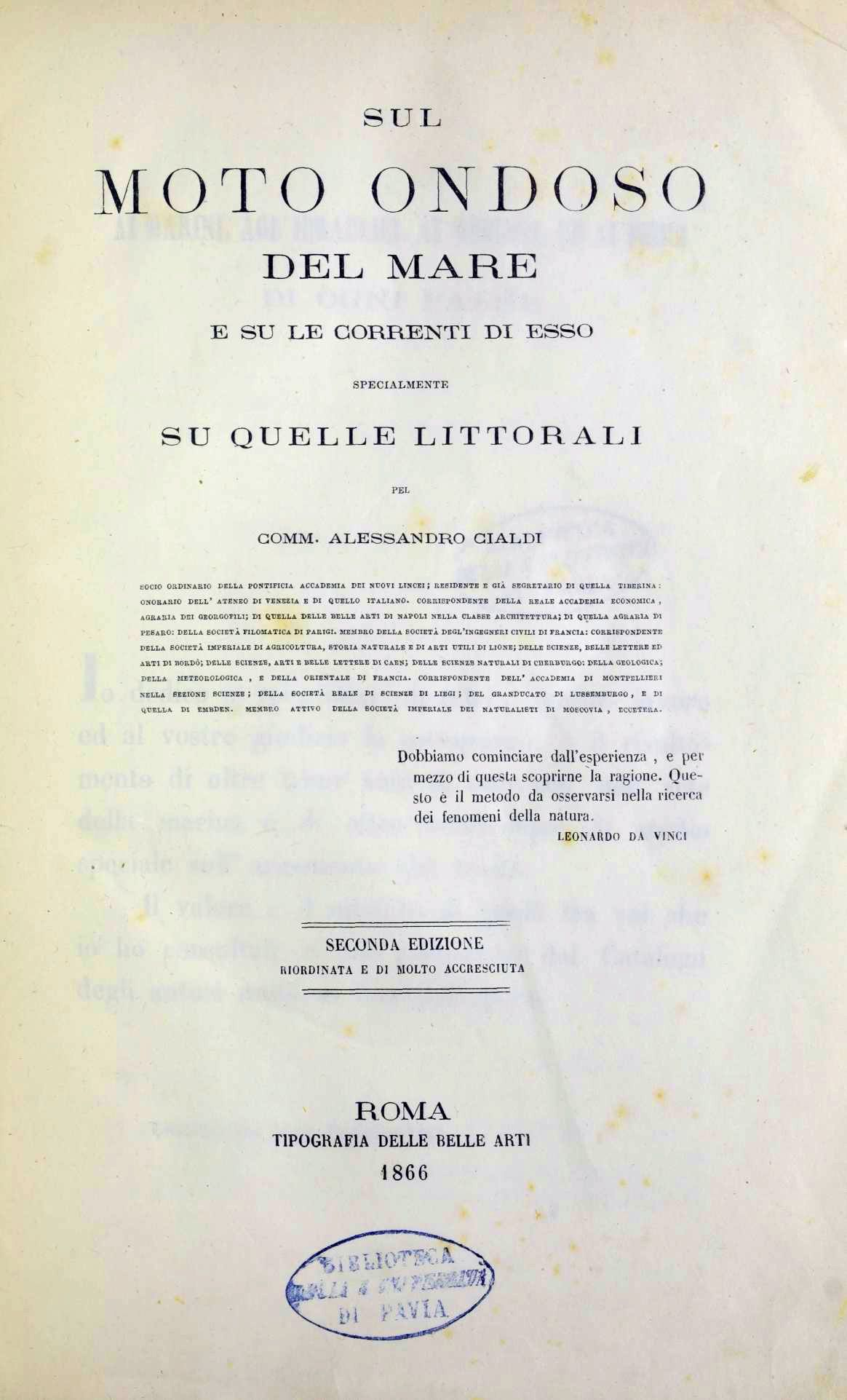
Sul moto ondoso del mare e su le correnti di esso specialmente su quelle littorali, 1866

## Sources
- (it) Cet article est partiellement ou en totalité issu de l’article de Wikipédia en italien intitulé « Alessandro Cialdi » (voir la liste des auteurs).